# Índice del dobladillo
El índice de dobladillo es una teoría presentada por el economista George Taylor en 1926.
La teoría sugiere que los dobladillos en los vestidos de mujer, aumentan junto con los precios de las acciones. En buenas economías, hay más minifaldas (como se vio en las décadas de 1920 y 1960), o en tiempos económicos pobres, como lo demuestra el Crash de Wall Street de 1929, los dobladillos pueden caer casi de la noche a la mañana. La investigación no revisada por pares en 2010 apoyó la correlación, lo que sugiere que "el ciclo económico lleva el dobladillo en unos tres años".
Desmond Morris revisó la teoría en su libro "Observación del hombre".
Esta teoría macroeconómica refiere al largo de la falda de las mujeres como un pronosticador de las acciones y su valor en el mercado. De esta teoría proviene el dicho "bare knees, bull market" "rodillas desnudas, mercado alcista". Mercado al alza.
El índice del dobladillo surge con el impacto económico de los felices años 20, las mujeres empezaron a utilizar faldas cortas para presumir que tenían el suficiente poder adquisitivo para poder comprar accesorios como las pantimedias o para depilarse. Es notorio el contraste con los tiempos de la Gran Depresión, en este periodo las mujeres utilizaban faldas entalladas pero largas y sin adornos.